# بلمونتي متسانيو
بلمونتي متسانيو (بالإيطالية: Belmonte Mezzagno)‏ هي بلدية في مقاطعة باليرمو في صقلية الإيطالية.

## السكان
في سنة 1861 بلغ عدد السكان 3٬605 نسمة، وتطور العدد ليصل في سنة 2011 لـ 11٬149 نسمة.
يظهر هذا المخطط البياني تطور النمو السكاني لـ بلمونتي متسانيو